# Список відомих випускників факультету історії Львівського університету
У статті наведено список відомих випускників факультету історії ЛНУ імені Франка. До 1940-го року подано загальний список випускників Львівського університету за весь час існування.

## До 1939-го
Шараневич Ісидор 1850 — австро-угорський історик, професор
 Фінкель Людвік 1881 — польський історик, професор, завідувач кафедри історії Австрії 1892-1918, Ректор Львівського університету 1911-1912
 Бальцер Освальд 1883 — польський історик, професор, Ректор Львівського університету 1985-1896
 Колесса Філарет Михайлович 1896 — український радянський історик, професор. Депутат Верховної Ради УРСР 2-го скликання
Гадачек Кароль 1897 — австро-угорський історик, професор, археолог
 Домбковський Пшемислав 1898 — український радянський історик, професор
 Подляха Владіслав 1899 — польський історик, професор
 Фішер Адам 1905 — польський історик, професор
 Модельський Теофіл-Еміль 1906 — польський історик, професор
 Нанке Чеслав 1906 — польський історик, професор
 Крип'якевич Іван Петрович 1909 — український радянський історик, професор
 Пастернар Ярослав 1914 — австро-угорський, німецький та канадський історик, професор

## 1940-ві
Інкін Василь Фадейович 1946 — український радянський історик, професор
 Кісь Ярослав Павлович 1948 — український радянський історик, професор

## 1950-ті
Васюта Іван Кирилович 1950 — радянський та український історик, професор. Ректор Прикарпатського університету 1980-1982
 Грабовецький Володимир Васильович 1952 — радянський та український історик, професор, академік
 Чорній Володимир Павлович 1953 — радянський та український історик, професор. Декан факультету історії Львівського університету 1973-1976
 Макарчук Степан Арсентійович 1956 — радянський та український історик, професор. Декан факультету історії Львівського університету  1976-1994
 Пелещишин Микола Андрійович 1957 — радянський та український історик, професор 
 Ісаєвич Ярослав Дмитрович 1957 — радянський та український історик професор  
 Крикун Микола Григорович 1957 — радянський та український історик, професор

## 1960-ті
Швагуляк Михайло Миколайович 1960 — радянський та український історик, професор
 Сардачук Петро Данилович 1960 — радянський та український дипломат
 Заборовський Ярослав Юрійович 1961 — радянський та український історик, професор
 Михайлов В'ячеслав Олександрович 1961 — російський історик та політик, професор. Міністр по справах національних меншин 1995-2000
 Кондратюк Костянтин Костянтинович 1968 — радянський та український історик, професор
 Співачук Володимир Леонідович 1969 — український політик депутат XV скликання

## 1970-ті
Ярошинський Богдан Харитонович 1970 — український радянський історик, політик. Народний депутат XIII (ІІ) скликання.
 Зашкільняк Леонід Опанасович 1971 — радянський та український історик, професор
 Павлюк Степан Петрович 1972 — радянський та український історик, професор
 Сухий Ярослав Михайлович 1974 — український політик. Народний депутат XIV XV XVI XVII XVIII скликання
 Жижко Сергій Андрійович 1975 — український політик. Народний депутат XV скликання
 Дума Зіновій Євгенович 1976 — політик, голова Івано-Франківського обласного товариства «Меморіал» імені Василя Стуса.
 Сухий Олексій Миколайович 1979 — радянський та український історик, професор

## 1980-ті
Шуст Роман Мар'янович 1982 — український історик, професор. Декан факультету історії Львівського університету 1994-2019
 Грицак Ярослав Йосипович 1982 — український історик, професор
 Мендусь Ярослав Петрович 1982 — український політик, Народний депутат XVI скликання ВРУ
 Качараба Степан Петрович 1985 — український історик, професор. Декан факультету історії Львівського університету 2019-2022
 Голубко Віктор Євстафійович 1986 — український історик, професор
 Зайцев Олександр Юрійович 1986 — український історик, професор
 Стецьків Тарас Степанович 1986 — український історик, політик.
 Заяць Андрій Євгенович 1987 — український історик, професор
 Дещиця Андрій Богданович 1989 — український дипломат, Надзвичайний і Повноважний Посол України у Фінляндії й Ісландії (з 2007 до 2012 року).

## 1990-ті
Чура Василь Іванович 1990 — український історик професор
 Качмар Володимир Михайлович 1991 — український історик, професор
 Осадчі Владзімеж 1991 — польський історик, політик
 Кісь Оксана Романівна 1992 — українська історикиня
 Кондратюк Олена Костянтинівна 1993 — українська політикиня, заступник Голови Верховної Ради з 2019
 Парубій Андрій Володимирович 1994 —  політик, Голова Верховної Ради України з 14 квітня 2016 року по 28 серпня 2019 року.
 Величкович Микола Романович 1994 — український політик. Народний депутат XIX та XX скликання ВРУ
 Тягнибок Андрій Ярославович 1995 — український політик. Народний депутат XVIII скликання ВРУ
 В'ятрович Володимир Михайлович 1999 — український історик, політик, депутат ХХ-го скликання ВРУ. Персона нон грата в Польщі та Росії Голова ІНП 2014-2019

## 2000-ні
Сіромський Руслан Богданович 2002 — український історик, Декан факультету історії Львівського університету з 2022
 Юрчишин Ярослав Романович 2002 — український політик. Народний депутат ХХ скликання ВРУ
 Когут Андрій Андрійович 2002 — директор Архіву СБУ з 2016
 Бакунець Павло Андрійович 2009 — український політик. Народний депутат XX скликання ВРУ

## 2010-ті
Филипчук Андрій Михайлович 2011 — український історик